# Атлас (супутник)
Атлас (лат. Atlas, грец. Άτλας) — четвертий за віддаленістю від планети природний супутник Сатурна. Його відкрив Річард Терріл за фотознімками космічного апарата «Вояджер-1» у жовтні 1980 року. Тимчасові позначення S/1980 S 28, S/1995 S 1. У 1983 році він отримав офіційну назву Атлас на честь грецького бога, тому що він «утримує кільця на своїх плечах» подібно до титана Атласа, який тримав небо над Землею. Його також позначають Сатурн XV.
Атлас розташований біля зовнішнього краю кільця A. Він є супутником-пастухом цього кільця. Крім того, у 2004 році на його орбіті було виявлене тонке кільце R/2004 S 1.
Атлас має розміри 37×34×27 кілометрів і обертається на відстані 137 665 кілометрів від Сатурна. Він має період обертання 0,60169075 дня, нахил орбіти 0,009° до екватора Сатурна, ексцентриситет орбіти 0,0012. Маса супутника 1016 кг.
Знімки космічного апарата «Кассіні», зроблені у 2005-му, а також у 2017 рр. показують, що Атлас має блюдцеподібну форму із хребтом на екваторі.

## Корисні посилання
- The Planetary Society: Atlas(англ.)
- Атлас на сайті Лабораторії реактивного руху НАСА(англ.)
- Циркуляр МАС № 3539: Оголошення про відкриття S/1980 S 28[недоступне посилання з лютого 2019](англ.)
- Циркуляр МАС № 3872: Назви нових супутників Юпітера і Сатурна [Архівовано 14 грудня 2019 у Wayback Machine.](англ.)